# Roszków (województwo wielkopolskie)
Roszków – wieś sołecka w Polsce położona w województwie wielkopolskim, w powiecie jarocińskim, w gminie Jarocin.
We wsi znajduje się przystanek kolejowy Brzostów Wielkopolski, położony na nieczynnej linii kolejowej nr 360. Przed zamknięciem linii, funkcjonowały połączenia do Jarocina i Leszna.
Znajduje się tutaj dwór z końca XIX wieku, wybudowany dla rodu von Radolin. Po zakończeniu II wojny światowe był siedzibą administracji Rolniczej Spółdzielni Produkcyjnej. Obecnie budynek jest opuszczony i niedostępny. W Roszkowie znajduje się także Kościół Najświętszego Serca Pana Jezusa.

## Położenie
Roszków jest położony nad rzeką Lubieszką. Na rzece, w pobliżu wsi w roku 1997 powstał zbiornik zaporowy o powierzchni 34,2 ha i o średniej głębokości 2,9 m.
W latach 1975–1998 miejscowość położona była w województwie kaliskim.
Zobacz też: Roszków, Roszkowo, Roszkówko